# چیک-فیل-ای

نقشه‌ای از ایالت‌هایی که چیک-فیل-ای در آن‌ها شعبه دارد.

چیک-فیل-ای (به انگلیسی: Chick-fil-A) یک رستوران خصوصی فست‌فود زنجیره‌ای در ایالات متحده است. محتوای اصلی غذاهای چیک-فیل-ای مرغ است. این رستوران ۱٬۵۴۶ شعبه در ۳۹ ایالت آمریکا دارد.
فرهنگ این شرکت تحت تأثیر باورهای بپتیست جنوبی مؤسس آن تروئت کتی قرار دارد؛ همه رستوران‌های چیک-فیل-ای یکشنبه‌ها و نیز در روزهای شکرگذاری و کریسمس تعطیلند. این شرکت در سال ۱۹۴۶ توسط ساموئل تروت کاتی تأسیس شد.